# Monica Lindgren
Monica Elisabeth Lindgren, född 1959 i Skellefteå, är en svensk företagsekonom och professor, verksam vid Kungliga Tekniska Högskolan i Stockholm.
Lindgren är utbildad ämneslärare i företagsekonomi och samhällskunskap vid Umeå Universitet (1979-1982). Efter anställningar vid gymnasieskolor i Sandviken och Skellefteå samt vid Skatteverket återvände hon 1987 till universitetsvärlden. Hon disputerade i företagsekonomi vid Umeå universitet 1996, på en avhandling om förutsättningar för kompetensutveckling i kunskapsföretag. Hon var verksam vid Umeå Universitet fram till 2001 som universitetslektor och forskare i organisationsfrågor. 2001 utnämndes hon till docent i företagsekonomi.
2001-2005 var Lindgren verksam som forskardocent vid Center för entreprenörskap och affärsskapande, ett forskningscentrum under Ekonomiska forskningsinstitutet (EFI) vid Handelshögskolan i Stockholm.
2005 anställdes Lindgren som universitetslektor i Industriell ekonomi och organisation vid Kungliga Tekniska Högskolan med inriktning mot organisation och ledning av teknikintensiva företag. 2011 utnämndes hon till professor i samma ämne. Hon har haft flera ledningsuppdrag, som avdelningschef, studierektor och ledamot av KTHs centrala organ för anställningsfrågor.
Lindgrens forskning behandlar organisations- och ledningsfrågor i vid mening. Hon har bland annat studerat identitetsskapande hos organisationsbytande människor, kvinnors företagande i friskolor, arbetsvillkor i projektbaserade organisationer, entreprenöriella processer i kultursektorn, relationella och distribuerade perspektiv på ledarskap samt prestationsbaserade styrmodeller i universitets- och högskolevärlden. Lindgren har publicerat ett stort antal vetenskapliga verk och varit gästforskare vid universitet i Storbritannien, Frankrike och Kina. 2017 mottog hon det internationella forskarpriset PMI Research Achievement Award